# ميرزاد ميهانوفيتش
ميرزاد ميهانوفيتش (بالبرتغالية: Mirzad Mehanović‏) (مواليد 5 يناير 1993) هو لاعب كرة قدم بوسني لعب سابقاً في نادي الشعلة السعودي يلعب كلاعب وسط.

## روابط خارجية
- ميرزاد ميهانوفيتش على موقع الاتحاد الأوربي (الإنجليزية)
- ميرزاد ميهانوفيتش على موقع قاعدة بيانات كرة القدم.إي يو (الإنجليزية)
- ميرزاد ميهانوفيتش على موقع Soccerbase.com (لاعب) (الإنجليزية)
- ميرزاد ميهانوفيتش على موقع Soccerway.com (الإنجليزية)
- ميرزاد ميهانوفيتش على موقع عالم كرة القدم.نت (الإنجليزية)